# Boy Hayje
Johan Gerard „Boy“ Hayje (* 3. Mai 1949 in Amsterdam) ist ein ehemaliger niederländischer Automobilrennfahrer. 1976 und 1977 war er für insgesamt sieben Formel-1-Grands-Prix gemeldet, konnte sich jedoch nur dreimal qualifizieren.

## Karriere

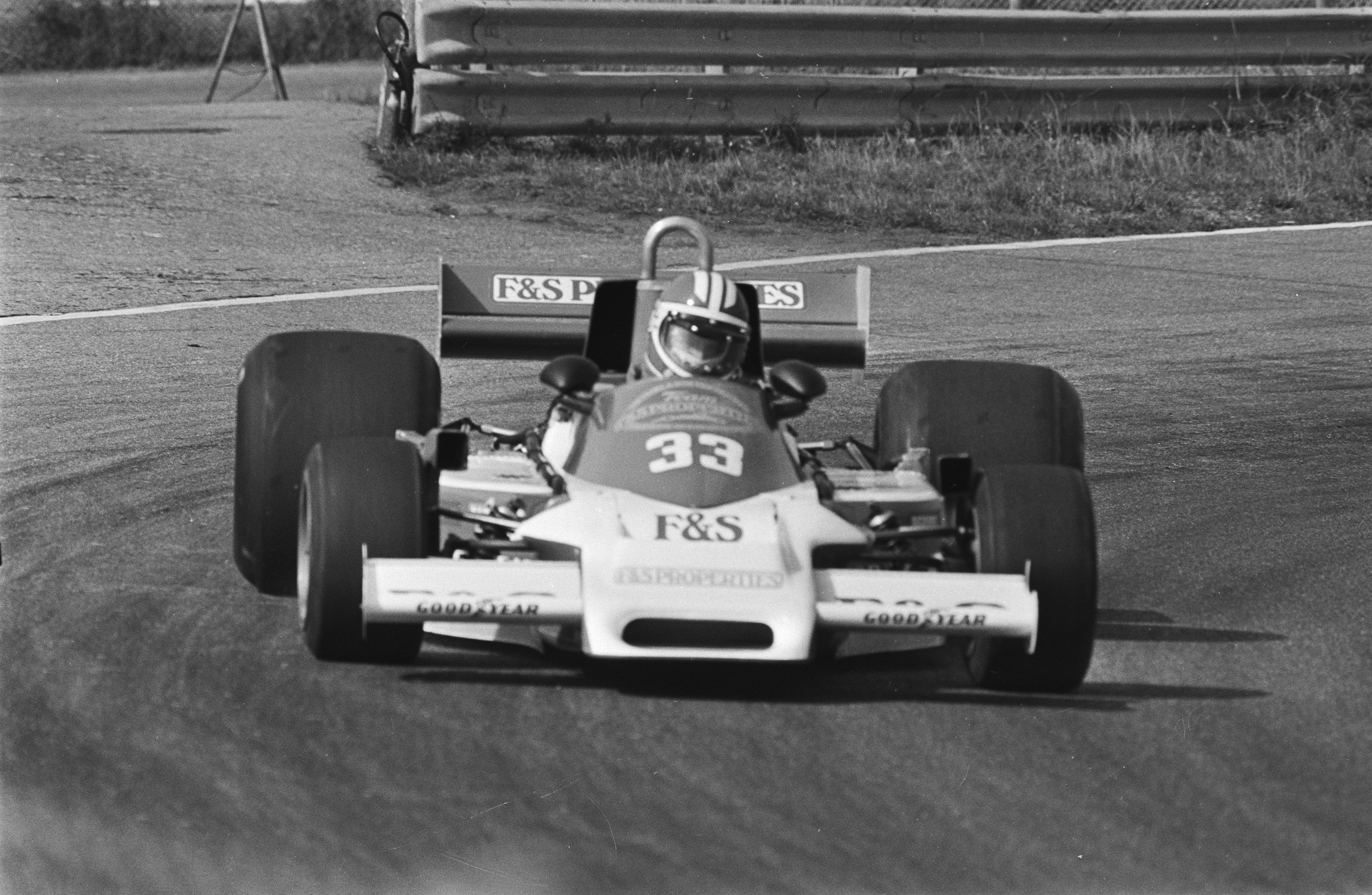
Boy Hayje im March 761 in Zandvoort 1977

Nach dem Meisterschaftssieg in der niederländischen Formel Ford 1974 ergab sich für Hayje die Möglichkeit einer internationalen Motorsportkarriere. Noch im selben Jahr fuhr er sein erstes Rennen in der europäischen Formel 5000 in einem McLaren M18. Im darauf folgenden Jahr nahm Hayje an weiteren fünf Rennen dieser Serie in Diensten des Teams Hezemans Racing teil, konnte jedoch keine bemerkenswerten Ergebnisse erzielen.
1976 partizipierte Hayje in der britischen Formel-3-Serie und belegte den achten Rang in der Meisterschaftswertung. Zusätzlich bestritt er drei Rennen in der europäischen Formel 3, wo er sich eine Poleposition und einen Podestplatz sicherte.
Im selben Jahr erlangte Hayjes internationale Bekanntheit, als er seinen ersten und in diesem Jahr einzigen Formel-1-Grand-Prix der Saison, den Großen Preis der Niederlande, in einem Penske PC3 bestritt. Hayje qualifizierte sich auf dem 21. Startplatz, schied jedoch kurz vor Rennende aufgrund eines Defekts an der Halbwelle aus.
In der darauf folgenden Saison 1977 wurde Hayje für das unterlegene Team RAM bei insgesamt sechs Grands Prix gemeldet, konnte sich jedoch nur zweimal qualifizieren. Den Großen Preis von Südafrika konnte er aufgrund von Getriebeproblemen nicht beenden, während er beim Großen Preis von Belgien nicht die ausreichende Distanz zurücklegte, um im Endklassement gewertet zu werden.
Nach seiner kurzen Zeit in der Formel 1 bestritt Hayje acht Rennen in der Formel 2, um schließlich von 1981 bis 1983 am Renault 5 Turbo Europacup teilzunehmen, wobei sein bestes Saisonresultat der vierte Meisterschaftsrang mit insgesamt fünf Siegen 1981 war.

## Statistik

### Statistik in der Automobil-Weltmeisterschaft
Diese Statistik umfasst alle Teilnahmen des Fahrers an der Automobil-Weltmeisterschaft, die heutzutage als Formel-1-Weltmeisterschaft bezeichnet wird.

#### Einzelergebnisse
| Jahr | Team           | Wagen      | Motor        | 1 | 2 | 3   | 4 | 5   | 6   | 7  | 8   | 9 | 10 | 11 | 12 | 13  | 14 | 15 | 16 | 17 | WM | Punkte |
| ---- | -------------- | ---------- | ------------ | - | - | --- | - | --- | --- | -- | --- | - | -- | -- | -- | --- | -- | -- | -- | -- | -- | ------ |
| 1976 | F&S Properties | Penske PC3 | Cosworth V8  |   |   |     |   |     |     |    |     |   |    |    |    |     |    |    |    |    | –  | 0      |
| 1976 | F&S Properties | Penske PC3 | Cosworth V8  |   |   |     |   |     |     |    | DNF |   |    |    |    |     |    |    |    |    | –  | 0      |
| 1977 | RAM            | March 761  | Cosworth V12 |   |   |     |   |     |     |    |     |   |    |    |    |     |    |    |    |    | –  | 0      |
| 1977 | RAM            | March 761  | Cosworth V12 |   |   | DNF |   | DNQ | DNQ | NC | DNQ |   |    |    |    | DNQ |    |    |    |    | –  | 0      |

| Legende  | Legende            | Legende                                                          |
| Farbe    | Abkürzung          | Bedeutung                                                        |
| -------- | ------------------ | ---------------------------------------------------------------- |
| Gold     | –                  | Sieg                                                             |
| Silber   | –                  | 2. Platz                                                         |
| Bronze   | –                  | 3. Platz                                                         |
| Grün     | –                  | Platzierung in den Punkten                                       |
| Blau     | –                  | Klassifiziert außerhalb der Punkteränge                          |
| Violett  | DNF                | Rennen nicht beendet (did not finish)                            |
| Violett  | NC                 | nicht klassifiziert (not classified)                             |
| Rot      | DNQ                | nicht qualifiziert (did not qualify)                             |
| Rot      | DNPQ               | in Vorqualifikation gescheitert (did not pre-qualify)            |
| Schwarz  | DSQ                | disqualifiziert (disqualified)                                   |
| Weiß     | DNS                | nicht am Start (did not start)                                   |
| Weiß     | WD                 | zurückgezogen (withdrawn)                                        |
| Hellblau | PO                 | nur am Training teilgenommen (practiced only)                    |
| Hellblau | TD                 | Freitags-Testfahrer (test driver)                                |
| ohne     | DNP                | nicht am Training teilgenommen (did not practice)                |
| ohne     | INJ                | verletzt oder krank (injured)                                    |
| ohne     | EX                 | ausgeschlossen (excluded)                                        |
| ohne     | DNA                | nicht erschienen (did not arrive)                                |
| ohne     | C                  | Rennen abgesagt (cancelled)                                      |
| ohne     | keine WM-Teilnahme |                                                                  |
| sonstige | P/fett             | Pole-Position                                                    |
| sonstige | 1/2/3/4/5/6/7/8    | Punktplatzierung im Sprint-/Qualifikationsrennen                 |
| sonstige | SR/kursiv          | Schnellste Rennrunde                                             |
| sonstige | *                  | nicht im Ziel, aufgrund der zurückgelegten Distanz aber gewertet |
| sonstige | ()                 | Streichresultate                                                 |
| sonstige | unterstrichen      | Führender in der Gesamtwertung                                   |

### Le-Mans-Ergebnisse
| Jahr | Team                      | Fahrzeug  | Teamkollege | Teamkollege | Platzierung | Ausfallgrund |
| ---- | ------------------------- | --------- | ----------- | ----------- | ----------- | ------------ |
| 1984 | The B.F. Goodrich Company | Lola T616 | Jim Busby   | Rick Knoop  | Rang 12     |              |